# 高知市立第六小学校
高知市立第六小学校（こうちしりつ だいろくしょうがっこう）は、高知県高知市升形にある公立小学校。

## 概要
- 本校は、校名の通り、高知市内では6番目に開校した[1]。

## 沿革
- 1910年（明治43年）1月11日 - 1967坪4合5勺の旧藩時代の小八木卓助屋敷跡に校舎竣工。近藤清馬が初代校長となる。
- 1911年（明治44年）
  - 3月30日 - 近藤清馬が初代校長となる。
  - 4月1日 - 高知市第六尋常小学校創立。
  - 4月6日 - 児童703名を柳原忠魂墓地前に集め、始業式挙行。
  - 6月17日 - 本校及第二幼稚園の落成並びに開園式と本校の開校式を、それぞれ挙行。
- 1912年（明治45年）3月24日 - 第1回卒業証書授与式挙行。最初の卒業生は、男子44名、女子43名の計87名。
- 1932年（昭和7年）4月5日 - 開校20周年記念行事挙行。
- 1934年（昭和9年）5月26日 - 新校舎落成式挙行（鉄筋コンクリート造3階建、延603.87坪）。
- 1941年（昭和16年）
  - 4月1日 - 国民学校令により、高知市第六国民学校と改称。
  - 5月15日 - 紀元2600年記念として、ピアノが寄贈される。
- 1945年（昭和20年）
  - 4月 - 約150名の児童疎開。
  - 7月4日 - 未明に焼夷弾により、旧便所1棟焼失。校舎校庭の大部分を市役所庁舎に提供。
  - 8月13日 - 児童99名と職員2名が、第四国民学校に仮移転。第三、第四校と合同授業開始。
- 1947年（昭和22年）5月1日 - 市役所移転により第四校より復帰、追手前小3学年と5学年児童約250名仮収容。同日、学制改革により、高知市立第六小学校と改称し、給食開始。
- 1948年（昭和23年）12月12日 - PTA結成。
- 1959年（昭和34年）
  - 10月16日 - 校歌完成。
  - 10月31日 - 創立50周年記念式挙行。
- 1960年（昭和35年）4月1日 - 新1年生より、大原町と小石木町を本校校区に編入。
- 1961年（昭和36年）
  - 10月12日 - 屋内体育館落成式挙行。
  - 10月29日 - 石村気馬太氏よりの寄附350万円を主財源として建設したプールが落成。同日、屋内体育館竣工。
- 1967年（昭和42年）3月10日 - 難聴学級開設。
- 1968年（昭和43年）4月 - フレスノ姉妹校使節団来校（カリフォルニア州フレスノ市ジョン・ ミューアースクールと姉妹校となる）。
- 1969年（昭和44年）10月5日 - 校章制定。
- 1971年（昭和46年）11月28日 - 創立60周年記念行事開催。
- 1972年（昭和47年）7月1日 - 住居表示実施により、住所表記が、高知市升形9番4号となる。
- 1975年（昭和50年）8月17日 - 台風5号のため、小石木、大原地区児童家庭が甚大な被害を受ける （同地区の床上浸水児童家庭117名）。
- 1980年（昭和55年）7月9日 - 校舎改築工事起工。
- 1981年（昭和56年）
  - 3月15日 - ことばの教室（言語障害特殊学級）開設。
  - 11月24日
    - 校舎改築工事、鉄筋3階建9教室（普通教室6、特別教室3保健室、家庭科室、音楽室）竣工。
    - 校舎改築実行委員会により、
      - 校舎改築落成記念並びに開校70周年記念式典挙行し、祝賀会開催。
      - 校旗寄贈。
      - 記念誌「70年の歩み」発行。
- 1986年（昭和61年）8月16日 - 屋体用ひな壇設置。
- 1987年（昭和62年）7月 - アスレチック設置。
- 1988年（昭和63年）8月 - 旧校舎修復工事（内壁・外壁・廊下）。
- 1989年（平成元年）7月 - 給食室の通路及び側溝の修理。
- 1990年（平成2年）8月 - 旧役務員棟撤去、運動場への土入れ。
- 1991年（平成3年） - 用務員作業倉庫設置、屋内体育館内壁塗装。
- 1992年（平成4年）9月 - 運動場南通路舗装。
- 1993年（平成5年）4月1日 - 情緒障害学級開設。
- 1994年（平成6年）
  - 4月1日 - 精神薄弱学級開設。
  - 5月6日 - 高知ろう学校との交流学習開始。
  - 8月30日 - 正門北堀改修、正門駐車場整備。
- 1995年（平成7年）8月30日 - 正面玄関スロープ設置、コンピュータ室の改修。
- 1996年（平成8年）
  - 1月22日 - プール南にカイヅカイブキを植樹。
  - 5月 - コンピュータ導入。
- 1997年（平成9年）
  - 4月 - 白石小学校と交流学習。
  - 7月 - すべり台と砂場設置。
- 1998年（平成10年）
  - 4月1日 - 通級指導教室開設、開かれた学校づくり推進委員会新設。
  - 5月9日 - プール南舗装・運動場南舗装補修・正門側塀改修。
  - 8月19日 - 運動場への土入れ、岩石園改修。
  - 9月 - 理科室ガス配管整備。
- 1999年（平成11年）
  - 3月 - 石灰倉庫配置、プール改修。
  - 6月8日 - 3階和室の畳と襖及び障子張り替え。
  - 8月3日 - グランドピアノ新規購入。
  - 8月12日 - 給食場真空冷却器設置。
  - 8月17日 - オージオメーター新規購入。
  - 8月24日 - チャイム取り替え。
  - 8月25日 - 給食場の保冷庫設置。
- 2000年（平成12年）
  - 1月7日 - 校内放送システム整備。
  - 11月20日 - 給食棟の東塀改修。
- 2001年（平成13年）
  - 2月 - 体育館照明一式取り替え。
  - 4月7日 - 特認校制度開始。
  - 8月20日 - 調理場流し台取り替え。
  - 8月25日 - 受水槽周辺のコンクリート敷を行う。
  - 10月1日 - 創立90周年記念行事開催。
- 2002年（平成14年）
  - 2月6日 - 防犯カメラとインターホン設置。
  - 3月18日 - 学校ビオトープ完成。
  - 4月8日 - 子どもの居場所づくり事業開始。
  - 6月 - 体育館入り口付近にスロープを設置。
  - 8月18日 - 南門（業者専用入口）の増設。パソコン室と通級教室にエアコン設置。
  - 9月1日 - 生涯学習室の開設。
- 2003年（平成15年）12月1日 - 岩石園プレート取替え。
- 2004年（平成16年）
  - 3月1日 - 図書室・図書準備室の改装と教育相談室の床改修。
  - 6月12日 - 第六会総会にて、放課後児童クラブ開設支援寄付金が贈呈される。
  - 9月1日 - タイヤ塔改修。
- 2005年（平成17年）
  - 1月5日 - 1階東トイレ改築。
  - 3月14日 - 1階廊下サンダー掛け塗装。
  - 3月31日 - 生涯学習室閉鎖。
  - 4月1日 - 車両侵入止めポールと業者門カーブミラーを設置。
  - 4月7日 - 放課後児童クラブ開設。
- 2006年（平成18年）
  - 1月11日 - 玄関・旧校舎1階廊下の天井と壁を塗装。
  - 6月19日 - 校庭地表に、金子橋遺跡（第六遺跡）の基点マークを3点表示。
- 2007年（平成19年）
  - 3月28日 - 図書室に五藤文庫開設（五藤熙二元PTA会長寄贈）。
  - 4月28日 - 体育館・プール落成記念式典挙行し、祝賀会開催。
- 2008年（平成20年）8月 - 東階段壁補修塗装（2階～3階）、1階児童用トイレ天井補修塗装。同月、アカマツ枝の支柱設置。
- 2009年（平成21年）
  - 3月 - 東階段壁補修塗装（3階～屋上）。1階児童用女子トイレ改装（洋式1基）。
  - 10月 - 東校舎3階上踊り場壁補修塗装。
- 2010年（平成22年）
  - 3月 - 図書室に金子橋子ども会文庫開設。
  - 12月 - 児童教室下部塗装（6年生卒業記念）。
- 2011年（平成23年）
  - 6月 - 放課後学習教室開設。
  - 7月 - 藤棚移設、遊具の撤去・再配置。
  - 9月 - 東校舎3階和室にエアコン設置。
  - 10月 - 通級指導教室のエアコン改修。
  - 11月 - 創立百周年記念式典挙行。
- 2012年（平成24年）
  - 3月 - 2階児童用トイレ改装。東校舎階段と3階廊下に手すり設置。バスケットゴール設置。創立百周年記念誌発行。
  - 9月 - 東校舎（旧校舎）耐震調査（～翌年年3月）。電子黒板導入。
- 2013年（平成25年）
  - 3月 - 3階児童用トイレ改装。ICT教室整備。6学年教室改装（棚と手すりの設置）。
  - 4月 - 東校舎（旧校舎）耐震設置（～翌年3月）。特別支援学級（知的）1学級増設。
- 2014年（平成26年）
  - 2月 - 石灰小屋設置。
  - 5月 - 東階段1階～3階滑り止め設置。
  - 8月 - 鉄棒の一部と校庭のコンクリートを除去。
- 2015年（平成27年）
  - 1月 - アカマツの接ぎ木（独立行政法人森林総合研究所材木育種センター関西育種）。
  - 2月 - ICT電子黒板増設
  - 6月 - 東舎耐震工事（～同年10月）。
  - 8月 - 西舎階段壁塗装。
- 2016年（平成28年）
  - 2月 - アカマツの里帰り（アカマツ幼苗の植樹）。
  - 6月 - 児童玄関電気錠設置。
  - 8月 - 児童用鉄棒の移設設置。
- 2017年（平成29年）
  - 1月 - PTAより一輪車18台寄贈。
  - 3月 - 防災用井戸および防災用ヘリサインの設置。
  - 7月 - 音楽室にエアコン設置。業者門改修。
  - 9月 - 南門改修。
- 2018年（平成30年）
  - 1月 - ICT電子黒板3台増設。
  - 2月 - PTAより大太鼓・アコーディオン寄贈。
- 2019年（令和元年）12月 - 普通教室にエアコン設置。
- 2020年（令和2年）
  - 1月 - パソコン室教育用PC更新。
  - 10月 - ブロック塀と駐輪場改修。西校舎トイレ改修。
- 2021年（令和3年）
  - 3月 - 高速大容量通信ネットワーク整備。4学年以上に児童用タブレットPC配備。
  - 7月 - この月から翌月にかけて、西校舎大規模改造工事。
  - 9月 - 3学年以下に児童用タブレットPC配備。同月から11月にかけて、外壁改修工事。

## 児童数
| 学年 | 1年 | 2年 | 3年 | 4年 | 5年 | 6年 | いちょう （特別支援） | 合計         |
| ---- | --- | --- | --- | --- | --- | --- | --------------------- | ------------ |
| 学級 | 2   | 2   | 1   | 1   | 1   | 1   | 不明                  | 8 （通常級） |
| 児童 | 37  | 31  | 26  | 30  | 27  | 29  | 17                    | 197          |

- 2022年4月7日時点

## 通学区域と進学先中学校
出典

### 通学区域
- 高知市
  - 上町一丁目（8番の一部、9番の一部、10番から13番）
  - 鷹匠町一丁目（全域）
  - 鷹匠町二丁目（全域）
  - 唐人町（1番）
  - 大原町（全域）
  - 升形（一部）
  - 小石木町（全域）
  - 丸ノ内一丁目（4番から7番）
  - 本町三丁目（3番の一部、4番の一部、5番、6番）
  - 本町四丁目（全域）
  - 本町五丁目（全域）

### 進学先中学校
- 高知市立城西中学校

## 周辺
高知市中心部に近い
- 高知県警察本部鷹匠町別館
- 統計調査員協議会
- 鏡川
  - 柳原橋
- 高知県知事公邸
- 山内神社
  - 土佐山内家宝物資料館
- 高知市役所
  - たかじょう西庁舎
  - たかじょう庁舎
- 社会福祉法人朝倉くすのき保育園たかしろ乳児保育園
- 社会福祉法人小鳩会こうちまち保育園 - 進級前保育園のひとつ
- 学校法人暁の星学園高知聖母幼稚園 - 進級前幼稚園のひとつ
- 中島町公園
- 国道33号
- とさでん交通伊野線グランド通停留場
- なお、鏡川をはさんだ対岸側には、高知競輪場（りょうまスタジアム）や高知市総合体育館および高知市野球場がある。

## アクセス
- とさでん交通伊野線グランド通電停より、
  - はりまや橋・後免町方面行電停から、徒歩約365m・約6分。
  - 朝倉・伊野方面行電停から、徒歩約345m・約5分。